# 楊德 (隆慶進士)
楊德（1538年—1575年），字本明，號成吾，直隸常州府武進縣人，匠籍，明朝政治人物。

## 生平
應天府鄉試第四十一名舉人。隆慶五年（1571年）中式辛未科會試第三百四十名，三甲第七十五名進士。兵部觀政，授永康县知县，萬曆三年（1575年）擢湖广辰州府同知，未离永康而遽卒，檢视其行囊，只有餘俸七金而已。

## 家族
曾祖楊豫；祖父楊誥；父楊士和，母張氏；繼母黃氏。慈侍下。兄杨恩、杨恕。弟杨慈、杨聪。